# スマッシュド -ケイトのアルコールライフ-
『スマッシュド 〜ケイトのアルコールライフ〜』（原題:Smashed）は2012年に公開されたアメリカ合衆国のドラマ映画である。監督はジェームズ・ポンソルト、主演はメアリー・エリザベス・ウィンステッドが務めた。本作は日本国内で劇場公開されなかったが、Amazonなどでの配信が行われている。

## ストーリー
小学校教師のケイト・ハンナは二日酔いのまま出勤し、生徒たちの前で嘔吐してしまった。心配して駆け寄ってきた生徒に「もしかして妊娠しているのですか」と尋ねられたところ、ケイトは場の流れで「そうなの」と言ってしまった。その話が校長（パトリシア）の耳にも入ったため、ケイトは嘘をつき続けなければならない事態に陥った。同僚のデイヴはケイトの嘘を見破っていたが、それを暴露するような真似はしなかった。
夫（チャーリー）や義弟（オーウェン）と一緒に出席したパーティーで、ケイトは泥酔してしまった。帰宅しようとした際、見知らぬ女性から「私の車に乗っていきませんか」と声をかけられたため、ケイトはそのまま車に乗り込んだ。女性に勧められるまま、コカインを吸ったケイトはすっかりハイになっていた。翌朝、ケイトが目を覚ますとそこは路上であった。帰宅したケイトはチャーリーから「お前はアルコール依存症だ」と言われた。その後、ケイトは近所の酒屋にワインを買いに行ったが、店側からワインの販売を断られた。怒ったケイトは床に放尿し、店から1本のワインを盗み出した。
酒の飲み過ぎでまたしても意識を失い、流石のケイトもこれではまずいと思うようになった。ケイトがアルコール依存症を脱却したことのあるデイヴに相談したところ、自助グループへの参加を勧められた。そこで、ケイトはジェニーと親しくなった。ジェニーは酒を断つために料理に熱中するという道を選んでいた。断酒のために必死に努力する参加者の姿を見て、ケイトも断酒を決意するのだった。デイヴはケイトを自宅まで送っていったが、道中、要らぬことを言ってケイトを怒らせた。その後、ケイトはチャーリーと一緒に長らく疎遠だった母親（ロシェル）の元を訪ねた。ロシェルもまた酒浸りの生活を送っていた。ケイトは自助グループに参加することを勧めたが、ロシェルは「今更断酒したところでどうなるというのか」と投げやりな姿勢を変えなかった。実は、ケイトの父親もアルコール依存症だったが、克服後に家を飛び出したのである。父親は再婚して幸福な暮らしを送っているのだという。
ケイトの断酒は順調に進むかに見えたが、ここに来てもう一つの問題が重くのしかかることになった。その問題とは妊娠したと同僚や上司、生徒たちに嘘をついてしまったことである。

## キャスト
- メアリー・エリザベス・ウィンステッド - ケイト・ハンナ
- アーロン・ポール - チャーリー・ハンナ
- オクタヴィア・スペンサー - ジェニー
- ニック・オファーマン - デイヴ・デイヴィース
- メーガン・ムラーリー - パトリシア・バーンズ校長
- メアリー・ケイ・プレイス - ロシェル
- カイル・ガルナー - オーウェン・ハンナ
- ブリー・ターナー - フリーダ
- マッケンジー・デイヴィス - ミリー
- リッチモンド・アークエット - アーロ
- ナタリー・ドレイファス - アンバー
- ブラッド・カーター - フェリックス

## 製作
本作はジェームズ・ポンソルト監督と女優のスーザン・パークが酒を飲んでいるときに交わした会話がきっかけとなって製作された。バークは20代半ばにアルコール依存症の治療に励んだが、本作のストーリーはその体験を元に構成されたものである。バークは「女性がアルコール依存症を克服しようとする姿が描写された映画は今までになかった」と感じ、自分の体験を基に脚本を執筆することにしたのだという。
2011年9月20日、メアリー・エリザベス・ウィンステッドとアーロン・ポールが本作に出演することになったと報じられた。ケイトを演じるに当たって、ウィンステッドはバークをはじめとするアルコール依存症を克服した女性たちとの話し合いを重ね、酒に酔った演技をするために、イヴァンカ・チューバックが提唱した演技法を学んだ。また、比較的仲の良い夫婦を演じるに際して、ウィンステッドとポールは一緒に酒を飲むことで交友を深めた。10月、本作の主要撮影がロサンゼルスで19日かけて行われた。
本作の製作費50万ドルは映画プロデューサーのジョナサン・シュワルツとアンドレア・スパーリング、ミネソタ・バイキングスのオーナーであるジギー・ウィルフが出資したものである。
2012年10月9日、レイクショア・レコーズが本作のサウンドトラックを発売した。

## 公開・興行収入
2012年1月22日、本作はサンダンス映画祭でプレミア上映された。3月5日、ソニー・ピクチャーズ・クラシックスが本作の全米配給権を獲得したとの報道があった。9月11日、本作のオフィシャル・トレイラーが公開された。10月12日、本作は全米4館で限定公開され、公開初週末に2万6943ドル（1館当たり6736ドル）を稼ぎ出し、週末興行収入ランキング初登場53位となった。

## 評価
本作は批評家から好意的に評価されている。映画批評集積サイトのRotten Tomatoesには107件のレビューがあり、批評家支持率は83%、平均点は10点満点で6.88点となっている。サイト側による批評家の見解の要約は「『スマッシュド 〜ケイトのアルコールライフ〜』はシリアスな題材を大袈裟にドラマ化することへの誘惑に抗い、控えめなトーンでストーリーが進んでゆく。また、メアリー・エリザベス・ウィンステッドの演技は見事と評する外ない。」となっている。また、Metacriticには32件のレビューがあり、加重平均値は71/100となっている。